# Onosma glomeratum
Onosma glomeratum är en strävbladig växtart som beskrevs av Y. L. Liu. Onosma glomeratum ingår i släktet Onosma och familjen strävbladiga växter. Inga underarter finns listade i Catalogue of Life.